# ダビド・コンチャ
ダビド・コンチャ・サラス（David Concha Salas、1996年11月20日 - ）は、スペインのサッカー選手。ポジションはFW。

## 経歴

### クラブ
地元クラブであるラシン・サンタンデールのカンテラで育成され、2013年12月にコパ・デル・レイのセビージャFC戦でトップチームデビューを果たした。
2015年7月4日、ラシンの2部降格にともないレアル・ソシエダに5年契約で移籍した。8月31日、CDヌマンシアへ1シーズンレンタルされることが発表された。
2019年3月9日にパナソニックスタジアム吹田にて行われたJ1リーグ・ガンバ大阪対名古屋グランパス戦のハーフタイムに本人が登場し、2020年1月1日までガンバ大阪にレンタルされることが発表された。5月22日、ルヴァンカップGL第6節の松本山雅FC戦で途中出場から移籍後初出場を果たし、9月28日、J1第27節のセレッソ大阪戦で途中出場からJ1初出場を果たしたが、ガンバ大阪トップチームでの公式戦出場は5試合に留まり、シーズン終了後、期限付き移籍期間を満了。
2022年7月6日、ハンマルビーIFに移籍し、2年半契約を交わした。
2023年7月11日、ジムナスティック・タラゴナに1年契約で加入した。

### 代表
年代別のスペイン代表歴がある。

## 所属クラブ
ユース
- 2005年 - 2015年 ラシン・サンタンデール

プロ
- 2013年 ラシン・サンタンデールB
- 2013年 - 2015年 ラシン・サンタンデール
- 2015年 - 2020年 レアル・ソシエダ
  - 2015年 - 2016年 CDヌマンシア (期限付き移籍)
  - 2017年 - 2018年 FCバルセロナB (期限付き移籍)
  - 2019年 ガンバ大阪 (期限付き移籍)
- 2020年 - 2022年 バダホス
- 2022年 - 2023年 ハンマルビーIF
- 2023年 - ジムナスティック・タラゴナ

## 個人成績
| 国内大会個人成績 | 国内大会個人成績 | 国内大会個人成績 | 国内大会個人成績 | 国内大会個人成績 | 国内大会個人成績 | 国内大会個人成績 | 国内大会個人成績 | 国内大会個人成績 | 国内大会個人成績 | 国内大会個人成績 | 国内大会個人成績 |
| 年度             | クラブ           | 背番号           | リーグ           | リーグ戦         | リーグ戦         | リーグ杯         | リーグ杯         | オープン杯       | オープン杯       | 期間通算         | 期間通算         |
| 年度             | クラブ           | 背番号           | リーグ           | 出場             | 得点             | 出場             | 得点             | 出場             | 得点             | 出場             | 得点             |
| 日本             | 日本             | 日本             | 日本             | リーグ戦         | リーグ戦         | リーグ杯         | リーグ杯         | 天皇杯           | 天皇杯           | 期間通算         | 期間通算         |
| ---------------- | ---------------- | ---------------- | ---------------- | ---------------- | ---------------- | ---------------- | ---------------- | ---------------- | ---------------- | ---------------- | ---------------- |
| 2019             | G大阪            | 11               | J1               | 2                | 0                | 2                | 0                | 1                | 0                | 5                | 0                |
| 2019             | G大阪23          | 11               | J3               | 4                | 1                | -                | -                | -                | -                | 4                | 1                |
| 通算             | 日本             | 日本             | J1               | 2                | 0                | 2                | 0                | 1                | 0                | 5                | 0                |
| 通算             | 日本             | 日本             | J3               | 4                | 1                | -                | -                | -                | -                | 4                | 1                |
| 総通算           | 総通算           | 総通算           | 総通算           | 6                | 1                | 2                | 0                | 1                | 0                | 9                | 1                |

- Jリーグ初出場 - 2019年6月2日 J3第10節 vs藤枝MYFC（パナソニックスタジアム吹田）
- Jリーグ初得点 - 2019年10月13日 J3第26節 vsガイナーレ鳥取（とりぎんバードスタジアム）

## 代表歴
- U-19スペイン代表
  - UEFA U-19欧州選手権2015

## タイトル

### クラブ
ラシン・サンタンデール
- セグンダ・ディビシオンB：1回（2013-14）

### 代表
U-19スペイン代表
- UEFA U-19欧州選手権：1回（2015年）